# Église de Vaajakoski
L'église de Vaajakoski (en finnois : Vaajakosken kirkko) est une église luthérienne située  dans le quartier de Vaajakoski à  Jyväskylä en Finlande,.

## Histoire
L'église conçue par Armas Lehtinen  est construite en 1954.
La croix de l'autel a été sculptée par Juhani Saksa.
En 2001 l'église est agrandie en suivant les plans de Jussi Kantonen et de Tuija Ilves.

## Galerie

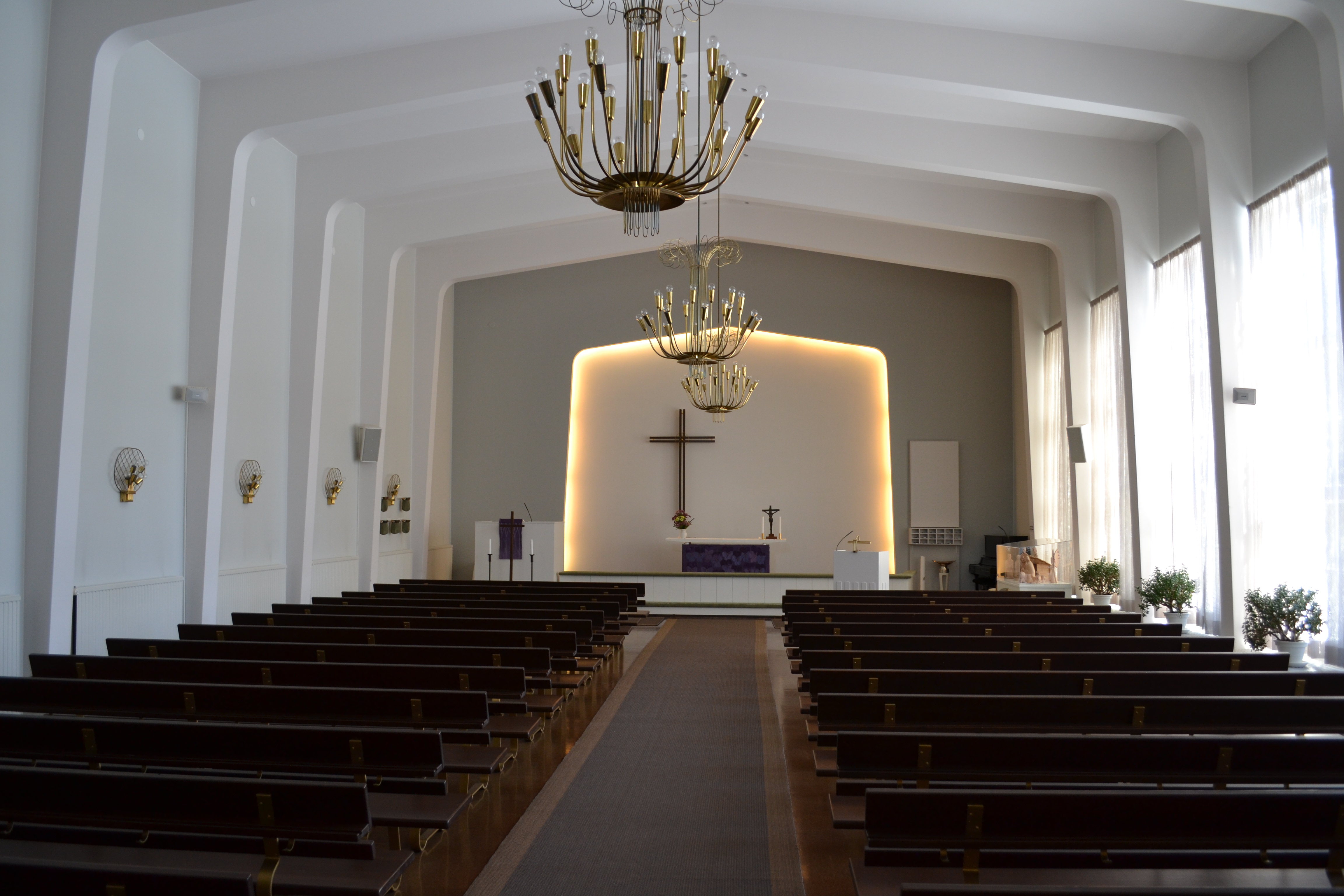
Vue intérieure.
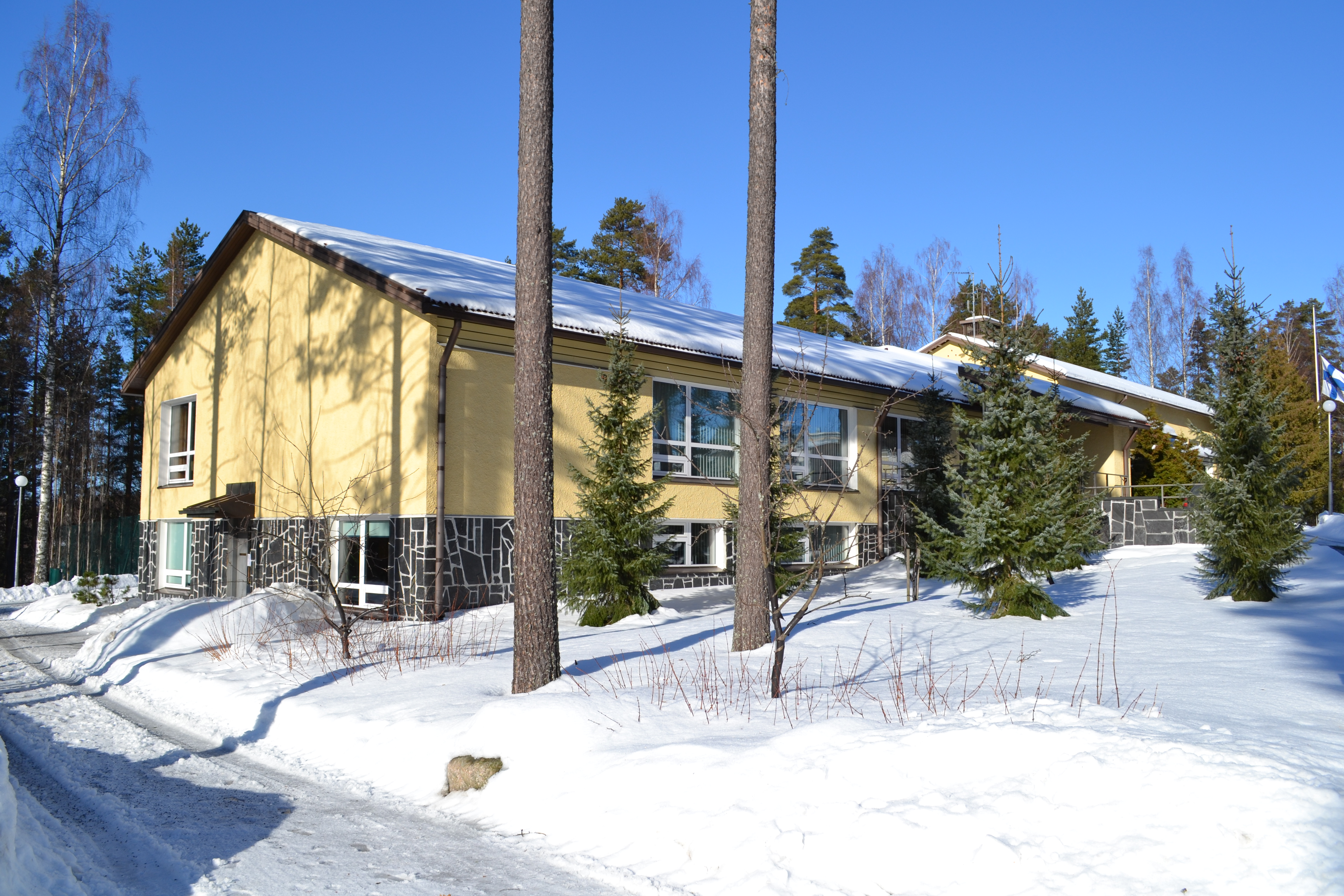
L'extrémité occidentale.